# Летья
Летья (фр. Letia, корс. Letia) — коммуна во Франции, находится в регионе Корсика. Департамент коммуны — Южная Корсика. Входит в состав кантона Севи-Сорру-Чинарка. Округ коммуны — Аяччо.
Код INSEE коммуны — 2A141.

## Население
Население коммуны на 2008 год составляло 110 человек.
| 1962 | 1968 | 1975 | 1982 | 1990 | 1999 | 2008 |
| ---- | ---- | ---- | ---- | ---- | ---- | ---- |
| 258  | 285  | 252  | 204  | 122  | 96   | 110  |

## Экономика

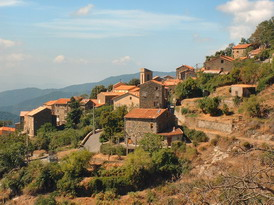
Летья

В 2007 году среди 65 человек в трудоспособном возрасте (15—64 лет) 49 были экономически активными, 16 — неактивными (показатель активности — 75,4 %, в 1999 году было 69,2 %). Из 49 активных работал 41 человек (27 мужчин и 14 женщин), безработных было 8 (6 мужчин и 2 женщины). Среди 16 неактивных 3 человека были учениками или студентами, 9 — пенсионерами, 4 были неактивными по другим причинам.